# Кастиљоне дел Ђеновези
Кастиљоне дел Ђеновези је насеље у Италији у округу Салерно, региону Кампанија.
Према процени из 2011. у насељу је живело 1216 становника. Насеље се налази на надморској висини од 537 м.

## Становништво
| 1951. | 1961. | 1971. | 1981. | 1991. | 2001. | 2011. |
| ----- | ----- | ----- | ----- | ----- | ----- | ----- |
| 1.112 | 1.075 | 946   | 1.034 | 1.174 | 1.270 | 1.356 |